# Confessio Taboritarum

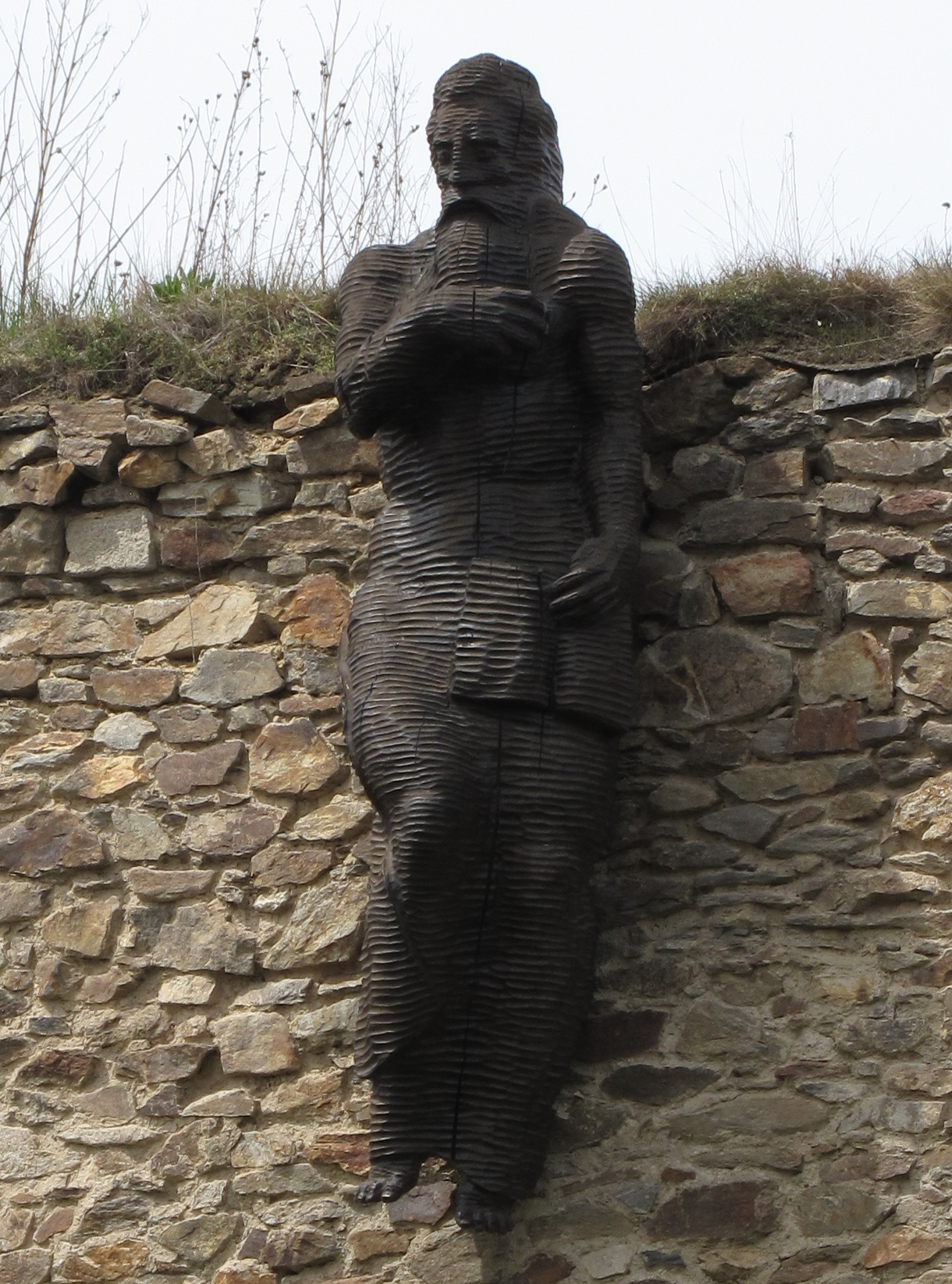
Umělecké zpracování osoby Mikuláše Biskupce z Pelhřimova.

Confessio Taboritarum (česky Vyznání a obrana Táborů) je teologický spis Mikuláše z Pelhřimova zvaného též Biskupec. Spis vznikl někdy mezi lety 1431 a 1433 a sloužil zejména jako podklad pro výklad táborské víry na probíhajícím Basilejském koncilu a mj. reagoval i na věroučné spory panující mezi táborskou větví husitů a pražskou umírněnou větví vedenou pražskými mistry. Dílo v sobě tak zahrnuje dvě části, kdy jedna slouží jako výklad víry a druhá pojednává o věroučných rozdílech tehdejších frakcí husitů v Praze a Táboře.

## Obsah díla

### Vyznání
Prvních 22 kapitol Biskupcova díla podává vcelku jasný výklad táborské víry. Pojednává se v něm zejména o svátostech, jimž jsou následně věnovány i samostatné kapitoly, o úctě ke svatým, o liturgii a o očistci. V druhé části spisu je pak následně sepsána Biskupcova odpověď na Rokycanův spis proti táborským.

#### Svátosti
Ze svátostí táborská strana přijímá dle Confessio Taboritarum jenom křest, manželství a eucharstii, kdežto poslední pomazání, biřmování a pokání upravuje k obrazu svému nebo je zcela odmítá. Svátost kněžství pak přijala v modifikované podobě, která nevyžaduje biskupské svěcení. Táborská strana se tím odklonila od katolické předlohy svátostí a obrátila se k strohým svátostným úkonům, které lze dle Biskupce nalézt v Bibli. 

##### Biřmování
Svátost vzkládání rukou neboli biřmování označil Biskupec za hříšný prostředek hromadění moci biskupů. Ritus vážící se k liturgii udílení svátosti biřmování dekonstruoval jako nebiblický, kdy mu zejména vadilo kupčení se svátostí biřmování, dále pak okázalosti v podobě lněné roušky, políčku od biskupa a mazání olejovým balzámem. Kapitola věnovaná biřmování obsahuje i dějepisný rozbor toho, jak byla podle Biskupce svátost postupem času zaváděna. Podle kroniky Flores temporum, kterou Biskupec využívá jako pramen, bylo biřmování uloženo jako svátost až v době pontifikátu nespecifikovaného papeže Kalixta v roce 1218. Tím Biskupec dokládá, že svátost není od Ježíše Krista či od apoštolů.
Podle Biskupcova názoru je pravou svátostí, na níž je ochoten přistoupit, pouhé vzkládání rukou, které se dělo během Letnic a na jiných místech v Bibli. Vzápětí však dodává, že i v tomto případě není schopen nalézt důkaz o tom, že by tento zvyk měl být pro křesťany povinen. 

##### Poslední pomazání
Svátost posledního pomazání je Biskupcem zcela odmítnuta a nahrazena v zásadě nepovinným mazáním nemocných. Za vzor je překládána původní praxe apoštolů. Biskupec argumentuje názorem, že mazání olejem v oblasti Palestiny bylo dáno geografickou podmíněností hojného výskytu olivového oleje, který má kladné zdravotní účinky. 

##### Kněžství
Svátost ordinace kněžství postavená na původním katolickém půdorysu je táborským vyznáním odmítnuta rovněž a nahrazuje jej kněžským svěcením nezávislým na biskupovi. Stejně jako v případě jiných svátostí, rovněž zde vznikla názorová nejednotnost s ostatními husitskými proudy. Pražští umírnění husiti, jejichž názor tlumočil Rokycana, vyžadovali svěcení biskupem a trvali na tzv. apoštolské posloupnosti. 

#### Liturgie
Ve stejném duchu se tak například dále ubírá i táborský názor na mešní obřad. Ten byl dle Biskupce přeměněn do nedůstojné podoby až v pozdějších století křesťanství, kdy podle Biskupce  císař Konstantin Veliký vnutil církvi císařskou pompu, čímž došlo k odklonu od původní podoby mše. Táborská strana tudíž razila směr strohé liturgie a mj. odmítla ornáty. Stejně tak odmítá Biskupec i očistec, který je dle něj opět jen výmysl nedoložitelný Písmem.

### Obrana
Část druhá, kde Biskupec brání táborské proti sedmi obžalováním Rokycany, nepřináší tematicky nic nového oproti části první. Biskupec zde především srovnal učení táborské s tím pražským a pokusil se jej uhájit jako to správné.